# Zamfara
Zamfara er en delstat i den nordvestlige del af Nigeria, med grænse til Niger mod nord; Mod syd grænser den til delstaten Niger og Kaduna, mod vest til Kebbi, mod nordøst til Katsina og mod sydøst til Kaduna. Befolkningen i Zamfara består hovedsageligt af Hausa og Fulani-folk. Den blev oprettet i 1996 og var tidligere en del af delstaten Sokoto. Zamfara er en af de delstater som har indført sharia. Sokotofloden løber gennem området.

## Eksterne kilder og henvisninger
1. ↑  nigerianstat.gov.ng (fra Wikidata).

- Delstatens officielle websted Arkiveret 21. juli 2006 hos  Wayback Machine

12°10′N 6°15′Ø / 12.167°N 6.250°Ø